# 刘森 (1967年)
刘森（1967年1月—），山东嘉祥人。中华人民共和国政治人物。

## 生平
1991年10月，加入中国共产党。1984年9月，考入山东农业机械化学院（现山东理工大学）机械工程系机械制造工艺与设备专业，毕业后供职于山东省济宁丝杠厂。1992年7月，担任山东省济宁高新区五环公司董事长、总经理。1993年5月，任山东省济宁高新区管委会招商局副局长、经贸局副局长。1998年7月，任山东省济宁高新区管委会主任助理、经贸局局长。2001年8月，任山东省济宁高新区管委会助理调研员、副主任。2003年12月，任山东省济宁高新区管委会副主任。2006年12月，任山东省曲阜市委副书记、代市长。2007年3月，任中共曲阜市委副书记、市长。2011年11月，担任中共莱阳市委书记、市委党校校长。2012年1月，任莱阳市委书记、市人大常委会主任。2015年1月，担任山东省烟台市质量技术监督局局长。